# Glucosilación

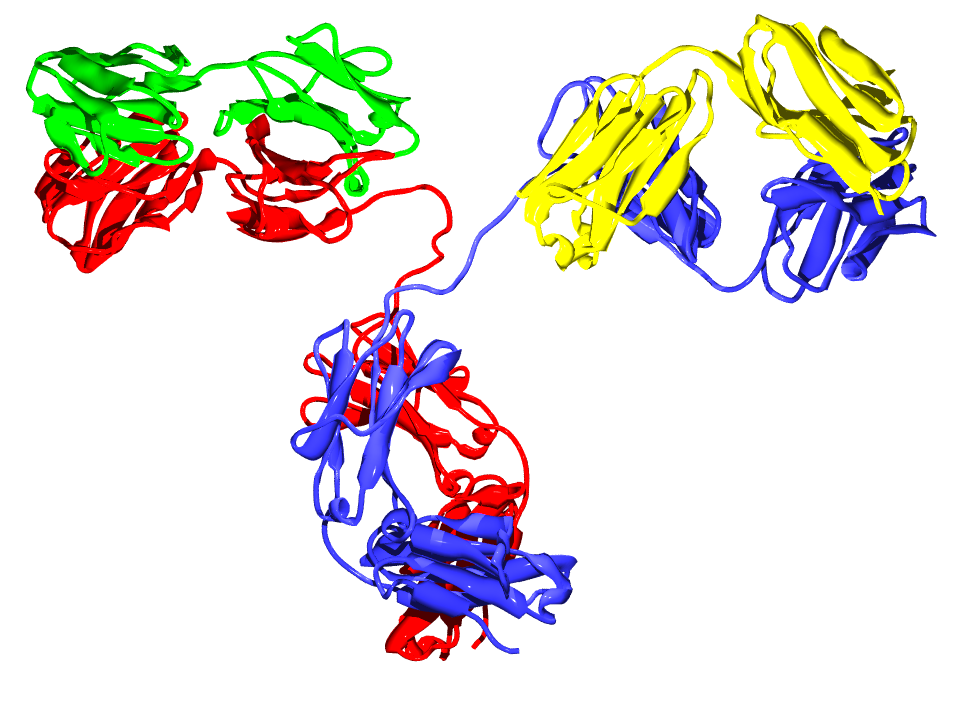
Los anticuerpos son un ejemplo de proteínas glucosiladas

La glucosilación es un proceso bioquímico en el que se adiciona un glúcido a otra molécula. Esta molécula se denomina aceptor. La molécula aceptora puede ser de muchos tipos, por ejemplo de naturaleza proteica o lipídica.
Cuando la glucosilación se realiza sobre un grupo alcohol o tiol, al proceso se le denomina glucosidación, y la molécula resultante se denomina glucósido.
Uno de los tipos más importantes de glucosilación es la glucosilación proteica, que puede darse como una modificación cotraduccional (ocurre paralela a la síntesis de la proteína cuando el ribosoma se encuentra asociado al retículo endoplásmico) o postraduccional (ocurre cuando la proteína ya ha terminado su síntesis).
La mayoría de las proteínas almacenadas en el retículo endoplasmático rugoso experimentan glucosilación.

## N-Glucosilación
Es un tipo de glucosilación que se caracteriza por la adición de un oligosacárido complejo al grupo amino libre de un residuo de asparragina en una proteína. Es un proceso cotraduccional, cuyas etapas iniciales se encuentran localizadas en el retículo endoplásmico rugoso, con la implicación de gran número de enzimas.
El oligosacárido transferido es previamente sintetizado en el propio retículo por una cadena de enzimas, que actúan secuencialmente sobre un lípido (en humanos dolicol), hasta sintetizar el precursor final. Este precursor es transferido por la enzima oligosacárido transferasa (OST) al sitio aceptor.
Tras la transferencia del precursor, se eliminan algunos de sus residuos hasta generar un núcleo mínimo. Sobre este núcleo se darán modificaciones posteriores en el aparato de Golgi hasta generar una gran variedad de glicanos finales.

## O-glucosilación
En este tipo de glucosilación se incluyen diversos procesos celulares, que generan la unión de algún tipo de sacárido sobre el grupo hidroxilo de residuos de serina o treonina en proteínas. Los distintos procesos celulares que generan estas estructuras se diferencian en el tipo de sacárido transferido, la localización celular en que se producen, etc.
El tipo de O-glucosilación más estudiado es el proceso conocido como O-GalNAcetilación. Se caracteriza por la adición inicial de un residuo de N-acetilgalactosamina a la proteína. La modificación será extendida en distintas estructuras dependiendo de la composición de transferasas de la célula en cuestión. Estas modificaciones se producen en el aparato de Golgi. Este tipo de glucosilación es responsable de generar estructuras de gran importancia tanto fisiológica, como médica (grupos sanguíneos, funcionalidad de mucinas, antígenos asociados a tumores, …).
Otros procesos de gran importancia, aunque poco estudiado, es la O-GlucosilNAcetilación (O-GlcNAc) de proteínas citosólicas y nucleares, con funciones de regulación y comunicación celular, y no tan implicado en funciones estructurales.

## Relevancia
Los distintos productos de la glucosilación cumplen un amplio espectro de funciones, y es relevante para el desarrollo de gran cantidad de funciones fisiólogicas. También puede tener importancia en el desarrollo de la práctica médica.
La formación de la matriz celular es la manifestación más conocida de los procesos de glucosilación, definiéndose como una extensa capa de glicanos (mucinas, glicoproteínas y proteoglicanos) que ocupan el espacio entre células. Esta matriz actúa como soporte estructural, proporciona resistencia a la deformación mecánica y sirve a modo de regulador de la acción de los distintos factores de crecimiento.
En la investigación y la práctica médica la mayoría de los epítopos reconocidos por anticuerpos son generalmente distintos glicanos. Algunos de estos epítopos característicos se pueden definir en ocasiones como marcadores de gran valor diagnóstico entre los que podemos encontrar por ejemplo el antígeno asociado a tumores (antígeno T).